# Das Millionen Rennen
Das Millionen Rennen (Originaltitel, korrekt wäre: „Das Millionen-Rennen“) ist eine Ruhrgebietskomödie, die erstmals am 12. Dezember 2012 in der ARD ausgestrahlt wurde. Namensgeber ist der gleichnamige, berühmte Taubenwettflug im südafrikanischen Sun City.

## Handlung
Mathias Wengeler, „Matze“ genannt, wohnt mit Frau und Tochter in Bochum in dem Zechensiedlungshaus, in dem er groß geworden ist. Seine Leidenschaft ist die Brieftaubenzucht, deren Zuchtlinie von seinem Großvater begründet und von ihm in dritter Generation fortgeführt wird. Leider führt diese Beschäftigung zu ständigen Querelen mit seiner Frau Rita, was besonders angesichts finanzieller Probleme oft in einen Streit der Eheleute ausartet. In einem dieser Streite deutet Ehefrau Rita an, dass Matze sich unter Umständen zwischen seinen Tauben und ihr entscheiden müsse, wenn sich an der Situation nichts ändere. Hinzu kommen berufliche Probleme: Matze arbeitet seit der Insolvenz seiner Firma als gelernter Schlosser in einem Callcenter und muss Zeitungsabos verkaufen, was ihm, der eine ehrliche und gerade Art verkörpert, sehr schwerfällt. Sein Teamleiter wirft ihm mangelnden Einsatz vor und ermahnt ihn, den Umsatz deutlich zu steigern. Das Kinderheim, in dem Rita arbeitet, soll geschlossen werden. Tochter Dani ist durch die Trennung von ihrem Freund, der ein Auslandsjahr in Südafrika angetreten hat, zusätzlich nervlich sehr angespannt.
Überraschend taucht der Nachbarssohn Ronny Kowallek nach Jahren des Aufenthaltes im Ausland anlässlich des Todes seines Vaters wieder in der Siedlung auf. Matze und Ronny haben ein schwieriges Verhältnis zueinander, dessen Ursachen in einem Konkurrenzkampf aus Kindertagen herrührt. In einer Rückblende, die mehrfach in unterschiedlicher Länge im Film gezeigt wird, wird ein Schlüsselereignis gezeigt: Matze rennt mit dem Ring einer in den Schlag zurückgekehrten Taube zu einer Registrierungsstelle, um die Ankunftszeit dokumentieren zu lassen. Ronny verfolgt ihn mit dem Fahrrad und stürzt schwer. Matze zögert angesichts der Wichtigkeit seines Auftrags kurz, kehrt zu dem ohnmächtig auf dem Boden liegenden Ronny zurück, um ihm zu helfen. Dabei fällt ihm der Taubenring zu Boden. Ronny bemerkt das, schnappt sich den Ring, springt „wie von den Toten erstanden“ auf und rennt zur Registrierungsstelle, meldet, als Erster angekommen, Matzes Taube als seine und wird damit Gewinner des Rennens. Daher traut Matze Ronny auch jetzt nicht über den Weg, als er von ihm um einen Gefallen gebeten wird. Zunächst geht es darum, bei der Beerdigung des Vaters einige Tauben aufsteigen zu lassen, es sei der Wunsch des verstorbenen Vaters, der viel von der Wengeler’schen Taubenzucht und besonders von Matze als „Taubenflüsterer“ gehalten habe. Später rückt er mit seinem Plan heraus: Er will Matze überreden, am Eine-Million-Dollar-Rennen in Südafrika teilzunehmen, die Siegprämie werde geteilt. Matze lehnt angesichts der schlechten Erfahrungen mit Ronny zunächst brüsk ab, entscheidet sich aber anders, als er per Zufall die Visitenkarte eines Scheidungsanwaltes mit Terminbestätigung in Unterlagen seiner Frau findet.
Er verlegt die Tauben in den Schlag seines Nachbarn Ronny und leitet ihn zur Pflege der Tauben an, sie planen heimlich die Teilnahme am Rennen in Südafrika. Rita ist angesichts des leeren Taubenschlages überglücklich, die Beziehung stabilisiert sich. Tochter Dani vermutet jedoch zu Recht eine schmutzige Abmachung dahinter und wird mit dem Versprechen des Vaters über ein Flugticket nach Südafrika zu ihrem Freund zum Schweigen verpflichtet. Ronny ist jedoch mit der Taubenpflege überfordert, Matze muss ständig, und gegenüber seiner Frau heimlich, eingreifen. Leider vergisst Ronny eines Abends, die Schlagtür zu schließen, ein Marder richtet ein Blutbad unter den Tauben an und tötet alle. Entgegen allen Warnungen, Matze steht weiter auf der Beobachtungsliste seines Chefs, ruft er Matze im Callcenter an, der in Panik und Wut seinen Arbeitsplatz verlässt, um sich die Katastrophe anzusehen. Die beiden prügeln sich heftig, Matze kehrt zwar anschließend zur Arbeit zurück, wird zum Chef zitiert, der für Taubenzucht kein Verständnis hat, und erhält die fristlose Kündigung. Zu Hause angekommen, bringt er es nicht über das Herz, diese Hiobsbotschaft seiner Frau zu übermitteln, da sie am selben Tage erfahren hat, dass auch sie ihren Job verlieren wird, weil das Kinderheim entgegen allen Protesten und Eingaben geschlossen wird. Durch einen Zufall erfährt sie jedoch später von einem ehemaligen Kollegen die Geschichte mit den Tauben und der Kündigung. Daraufhin setzt sie Matze, wie angedroht, vor die Tür.
Er zieht bei Ronny ein, die Vorbereitungen für Afrika laufen weiter, da sich glücklicherweise ein Täuberich zum wiederholten Male verflogen hatte und daher, zu spät zurückkommend, das Massaker überlebt hat. Um die Zucht wieder aufzubauen, besuchen Ronny und Matze die einzige zeitlich noch erreichbare, hochwertige Ausstellung. Dort tauscht Ronny eine exzellent in die Zuchtlinie passende Taube gegen ein altes Taubenfoto, auf dem der niederländische Züchter eine seiner ersten Tauben wiedererkennt. Anders hätten die beiden die wertvolle Taube, die 4000 Euro hätte kosten sollen, nicht erwerben können. Fünf Monate später sind Matze, Ronny und Dani tatsächlich in Südafrika. Dani überrascht ihren Freund mit dem Besuch und stellt fest, dass er im Gegensatz zu ihr die Treue nicht gehalten hat, vor Ort eine neue Partnerin hat und zieht entgegen den Planungen enttäuscht mit in das Hotel der beiden Männer. Wie nicht anders zu erwarten, hat Ronny wieder getrickst, um die Siegchancen zu erhöhen, denn auch er steckt in Geldsorgen: Er kennt einen der Taubentrainer, die unabhängig von den Züchtern die Tauben der Teilnehmer über Monate vor Ort trainieren. Es war geplant, eine Taube offiziell zu melden, aber durch eine andere, die näher am Ziel ausgesetzt wird, zu ersetzen. Die „offizielle“ Taube ist auf ein anderes Ziel trainiert worden, damit der Betrug vom Schiedsgericht nicht bemerkt werden soll. Doch dann bekommt der Trainer kalte Füße und steigt kurz vor dem Rennen aus, weshalb Ronny Matze einweihen muss.
Notgedrungen willigt Matze – welcher bereits an der Taubenannahmestelle stutzig geworden war, nachdem er selbst trotz seiner unzureichenden Sprachkenntnisse die Ersatztaube abgegeben hatte – ein und beide fahren mit der Originaltaube zum geplanten, näher am Ziel gelegenen, illegalen Startort. Heimlich entfernt Matze den Ring der Taube und lässt sie frei, gesteht das Ronny noch vor Ort, der zunächst verzweifelt, letztendlich aber die Sache als Rache für seine Tat im Kindesalter akzeptiert. Im Hotel zurück, erfahren sie von Dani, dass ihre Ersatztaube als dritte ins Ziel gekommen ist. Dieser Platz ist mit 300.000 US-Dollar Preisgeld dotiert. Nach Bochum zurückgekehrt, darf Matze wieder zu Hause wohnen, der Taubenschlag ist zum Gewächshaus umfunktioniert worden, jetzt werden die Pflanzen von ihm liebevoll versorgt und ein Banktermin steht an. Plötzlich landet die in Südafrika ausgesetzte Originaltaube im Einflugkasten und wird von Matze unter anderem in Würdigung der großartigen Flugleistung zärtlich begrüßt – wohlwissend, dass Taubenhaltung und Ehebestand bei ihm nicht zusammenpassen.
Beide Tauben werden in der Folge von Matze und Ronny dem informierten und angereisten niederländischen Züchter anvertraut, wobei niederländischerseits das deutsche Wort Danke explizit Erwähnung findet.

## Hintergrund
Der Film wurde in Köln sowie Südafrika gedreht.

## Kritik
„(Fernseh-)Komödie, die sich überwiegend auf das Zusammenspiel ihrer beiden Hauptdarsteller verlässt.“

„Die Geschichte ist so einfach wie das Milieu, in dem sie spielt […] natürlich begibt sich der Film auf eine Achterbahn der Gefühle. Aber drei großartige Hauptdarsteller zeigen mit Leichtigkeit: Es gibt sie tatsächlich – die gute Komödie aus Deutschland, an der selbst Taubenhasser Spaß haben können.“

„Christoph Schnee inszenierte eine zeitweise durchaus pfiffige Typen-Komödie mit dem Charme des Ruhrgebiets. Schnee […] setzt hier ganz auf das Spiel seines Hauptdarsteller-Duos Axel Prahl und Peter Lohmeyer. Das nicht immer treffsichere Drehbuch stammt von Benjamin Hessler. […] Besonders der als Münsteraner "Tatort"-Ermittler bekannte Axel Prahl zeigt hier einmal mehr, dass ihm Charaktere fernab des Bürgertums auf den Leib geschnitten sind.“